# Haagsche Hockey en IJshockeyclub
Haagsche Hockey en IJshockeyclub (HHIJC) je klub u športu hokeju na travi iz Haaga.
1974. se spojio s klubom Tot Ons Genoegen Opgericht (TOGO) i iz tog spajanja je nastao današnji klub HC Klein Zwitserland.

## Poznati igrači i igračice
- Ru van der Haar
- Leonard Wery
- Eddy Tiel
- Wim van Heel
- Roepie Kruize
- André Boerstra
- Piet Bromberg

## Vanjske poveznice
- (nizoz.) Službene stranice HC Klein Zwitserland